# Age of the Dragons
Age of the Dragons è un film del 2011 diretto da Ryan Little.
Il film è una rivisitazione in chiave fantasy del romanzo Moby Dick di Herman Melville: al posto dei capodogli, gli uomini cacciano i draghi.

## Trama
Il capitano Ahab e i suoi uomini danno la caccia ad un feroce drago bianco.

## Produzione

### Riprese
Le riprese si sono svolte nello Utah.

## Distribuzione
Il film è stato distribuito nelle sale cinematografiche del Regno Unito il 21 marzo 2011.
In Italia è invece approdato direttamente in TV, venendo trasmesso su Rai 4 il 3 gennaio 2014.